# Moszczenica (powiat bocheński)
Moszczenica – wieś w Polsce położona w województwie małopolskim, w powiecie bocheńskim, w gminie Bochnia.
| SIMC    | Nazwa         | Rodzaj     |
| ------- | ------------- | ---------- |
| 0999995 | Na Podstromiu | przysiółek |
| 1000114 | Winnica       | przysiółek |
| 1000120 | Wise          | przysiółek |
| 0812560 | Zamoście      | część wsi  |

Wieś położona w końcu XVI wieku w powiecie szczyrzyckim województwa krakowskiego była własnością klasztoru bożogrobców w Miechowie. W latach 1975–1998 miejscowość należała administracyjnie do województwa tarnowskiego.